# Garm (mitologija)
U nordijskoj mitologiji, Garm (stnord. Garmr) je veliki pas. Povezan je s podzemljem, pa se smatra sličnim Kerberu, troglavom psu koji čuva Had u grčkoj mitologiji.

## Mitovi
U Starijoj edi spominje se da je Garm "najveći od pasa". 
U Baldrovim snovima je opisano Odinovo putovanje u Hel, carstvo smrti kojim vlada istoimena božica. Odin je na putu naišao na psa. Premda on nije spomenut imenom, uzima se da je to Garm.
Inače, Garm je zatočen u špilji Gnipahelir, a tamo će biti zatočen do Ragnaroka, posljednje bitke. Borit će se s bogom rata Tirom, te će se njih dvojica međusobno poubijati. 